# Alexander Sergejewitsch Belkin
Alexander Sergejewitsch Belkin (russisch Александр Сергеевич Белкин, wiss. Transliteration Aleksandr Sergeevič Belkin; * 7. Januar 1983 in Taschtagol) ist ein ehemaliger russischer Snowboarder. Er startete in den Paralleldisziplinen.

## Werdegang
Belkin trat international erstmals bei den Juniorenweltmeisterschaften 2001 in Nassfeld in Erscheinung. Dort belegte er den 51. Platz im Parallelslalom und den 50. Rang im Parallel-Riesenslalom. Im folgenden Jahr kam er bei den Juniorenweltmeisterschaften in Rovaniemi auf den 34. Platz im Snowboardcross und auf den 16. Rang im Parallel-Riesenslalom. In der Saison 2002/03 belegte er bei der Winter-Universiade 2003 in Piancavallo den 24. Platz im Snowboardcross sowie den vierten Rang im Riesenslalom und bei den Snowboard-Weltmeisterschaften 2003 am Kreischberg den 82. Platz im Parallelslalom, den 48. Rang im Snowboardcross sowie den 27. Platz im Parallel-Riesenslalom. Nachdem er zu Beginn der Saison 2004/05 am Kronplatz sein Debüt im Snowboard-Weltcup gab, wobei er den 48. Platz im Parallel-Riesenslalom errang, fuhr er bei den Snowboard-Weltmeisterschaften 2005 in Whistler auf den 55. Platz im Snowboardcross, auf den 22. Rang im Parallelslalom und auf den 21. Platz im Parallel-Riesenslalom. In der Saison 2005/06 erreichte er in Sankt Petersburg mit Platz sechs im Parallelslalom seine erste Top-Zehn-Platzierung und sein bestes Ergebnis im Weltcup. Bei seiner einzigen Olympiateilnahme im Februar 2006 in Turin errang er den 25. Platz im Parallel-Riesenslalom. In der folgenden Saison holte er im Parallelslalom in Kiew seinen ersten Sieg im Europacup und belegte bei den Snowboard-Weltmeisterschaften 2007 in Arosa den 16. Platz im Parallel-Riesenslalom sowie den 11. Rang im Parallelslalom. Zudem erreichte er in Schukolowo mit Platz acht im Parallelslalom seine zweite und damit letzte Top-Zehn-Platzierung im Weltcup und wurde bei der Winter-Universiade 2007 in Bardonecchia Fünfter im Riesenslalom. Bei den Weltmeisterschaften im Januar 2009 in Gangwon kam er auf den 35. Platz im Parallel-Riesenslalom und auf den 26. Rang im Parallelslalom. 
In der Saison 2009/10 siegte Belkin zweimal im Europacup und errang damit den zweiten Platz in der Parallel-Wertung. In der folgenden Saison erreichte er mit dem 28. Platz im Parallel-Weltcup sein bestes Gesamtergebnis. Beim Saisonhöhepunkt, den Snowboard-Weltmeisterschaften 2011 in La Molina, belegte er den 18. Platz im Parallel-Riesenslalom und den 14. Rang im Parallelslalom. In der Saison 2011/12 holte er drei Siege im Europacup und wurde damit erneut Zweiter in der Parallel-Wertung. Bei den Snowboard-Weltmeisterschaften 2013 im Stoneham fuhr er auf den 24. Platz im Parallel-Riesenslalom und auf den 17. Rang im Parallelslalom. Seinen 58. und damit letzten Weltcup absolvierte er im Januar 2014 in Rogla, welchen er auf dem 38. Platz im Parallel-Riesenslalom beendete.

## Teilnahmen an Weltmeisterschaften und Olympischen Winterspielen

### Olympische Winterspiele
- 2006 Turin: 25. Platz Parallel-Riesenslalom

### Snowboard-Weltmeisterschaften
- 2003 Kreischberg: 27. Platz Parallel-Riesenslalom, 48. Platz Snowboardcross, 82. Platz Parallelslalom
- 2005 Whistler: 21. Platz Parallel-Riesenslalom, 22. Platz Parallelslalom, 55. Platz Snowboardcross
- 2007 Arosa: 11. Platz Parallelslalom, 16. Platz Parallel-Riesenslalom
- 2009 Gangwon: 26. Platz Parallelslalom, 35. Platz Parallel-Riesenslalom
- 2011 La Molina: 14. Platz Parallelslalom, 18. Platz Parallel-Riesenslalom
- 2013 Stoneham: 17. Platz Parallelslalom, 24. Platz Parallel-Riesenslalom

## Weltcup-Gesamtplatzierungen
| Saison  | Gesamt | Gesamt | Parallel | Parallel | Parallel-Riesenslalom | Parallel-Riesenslalom | Parallelslalom | Parallelslalom |
| Saison  | Punkte | Platz  | Punkte   | Platz    | Punkte                | Platz                 | Punkte         | Platz          |
| ------- | ------ | ------ | -------- | -------- | --------------------- | --------------------- | -------------- | -------------- |
| 2004/05 | -      | -      | 96       | 57.      | -                     | -                     | -              | -              |
| 2005/06 | 483    | 140.   | 483      | 38.      | -                     | -                     | -              | -              |
| 2006/07 | 732    | 82.    | 732      | 29.      | -                     | -                     | -              | -              |
| 2007/08 | 369    | 160.   | 369      | 39.      | -                     | -                     | -              | -              |
| 2008/09 | 232    | 194.   | 232      | 42.      | -                     | -                     | -              | -              |
| 2009/10 | 349    | 152.   | 349      | 41.      | -                     | -                     | -              | -              |
| 2010/11 | -      | -      | 639      | 28.      | -                     | -                     | -              | -              |
| 2011/12 | -      | -      | 26       | 65.      | -                     | -                     | -              | -              |
| 2012/13 | -      | -      | 475      | 31.      | 278                   | 28.                   | 229            | 29.            |
| 2013/14 | -      | -      | 168      | 42.      | 59                    | 41.                   | 109            | 36.            |